# کار (کارولینای شمالی)
کار (به انگلیسی: Carr) یک منطقهٔ مسکونی در ایالات متحده آمریکا است که در شهرستان اورنج، کارولینای شمالی واقع شده‌است.